# تفجير حافلة شارع ديزنغوف
تفجير حافلة شارع ديزنغوف هو هجوم انتحاري نفذته حركة حماس على حافلة ركاب كانت تسير في شارع ديزنغوف في تل أبيب عام 1994. في ذلك الوقت كانت الحادثة هي الأكثر دموية في تاريخ إسرائيل. أسفر الهجوم عن مقتل 22 مدنياً وجرح 50. تمَّ التخطيط للهجوم من قبل زعيم حركة حماس آنذاك يحيى عياش، عشية توقيع معاهدة السلام الإسرائيلية الأردنية.

## خلفية تاريخية
يحيى عياش أصيب بخيبة أمل لأن الهجوم السابق الذي دبره، وهو التفجير الانتحاري في محطة الخضيرة المركزية، أسفر عن مقتل ستة إسرائيليين. كانت القنبلة المستخدمة في ذلك الهجوم صغيرة ومصنوعة من بيروكسيد الأسيتون، وهو متفجر ضعيف نسبيًا. بالنسبة للهجوم على الحافلة الخامسة، صنع عياش قنبلة باستخدام لغم أرضي مصري محشو بعشرين كيلوغرامًا من مادة تي إن تي ذات القوة العسكرية، ومحاطة بمسامير وبراغي. مادة «تي إن تي» غير متوفرة بسهولة في الأراضي الفلسطينية، لكن حماس تمكنت من الحصول على بعضها عن طريق تهريبها أو شرائها من الجريمة المنظمة الإسرائيلية. الجهاز «كان من أفضل الأجهزة التي صنعها عياش على الإطلاق».
تم اختيار صالح عبد الرحيم الصوي من سكان قلقيلية للهجوم. انضم الصوي إلى حماس بعد مقتل شقيقه الأكبر حسين عام 1989 في تبادل لإطلاق النار مع القوات الإسرائيلية. الصوي كان مطلوباً من قبل الشاباك الإسرائيلي، لكن لم يكن يعتبر أولوية قصوى. في اليوم السابق للهجوم، سجل الصوي بيانًا قال فيه «حسن الموت شهيدًا لله» و «ينتهي الحكماء في الجنة».

## الهجوم
قاد معتصم موقدي، أحد أفراد كتيبة عياش في منطقة نابلس (من كتائب عز الدين القسام) صالح عبد الرحيم الصوي إلى إحدى محطات الحافلة الأولى. اختار صالح الصوي مقعدًا في الممر على الجانب الأيسر من الحافلة، ووضع القنبلة (المخزنة ومخبئة في كيس بني) عند قدميه.
في حوالي الساعة 9:00 صباحًا، وبينما كانت الحافلة تتباطأ وتوقفت على بعد 100 متر شمال ميدان ديزنغوف، فجر الصوي عبوة ناسفة أدت إلى مقتل 21 إسرائيليًا ومواطن هولندي. أدى الانفجار القوي إلى رفع الحافلة عن هيكلها وأدت الحرارة إلى ذوبان إطار الحافلة المصنوعة من الألياف الزجاجية. تم إسقاط الأطراف مثل الصواريخ على منطقة الجلوس في المطاعم القريبة.
بعد الانفجار، نزل حشد من المتظاهرين إلى موقع التفجير وهم يهتفون «الموت للعرب». «ألقت الشرطة القبض على العشرات من المشتبه بهم العرب في منطقة الانفجار ومحيطها، رغم أن معظمهم اعتقلوا لإنقاذهم من غضب الحشد» بحسب كاتس.

## ما بعد الحادثة

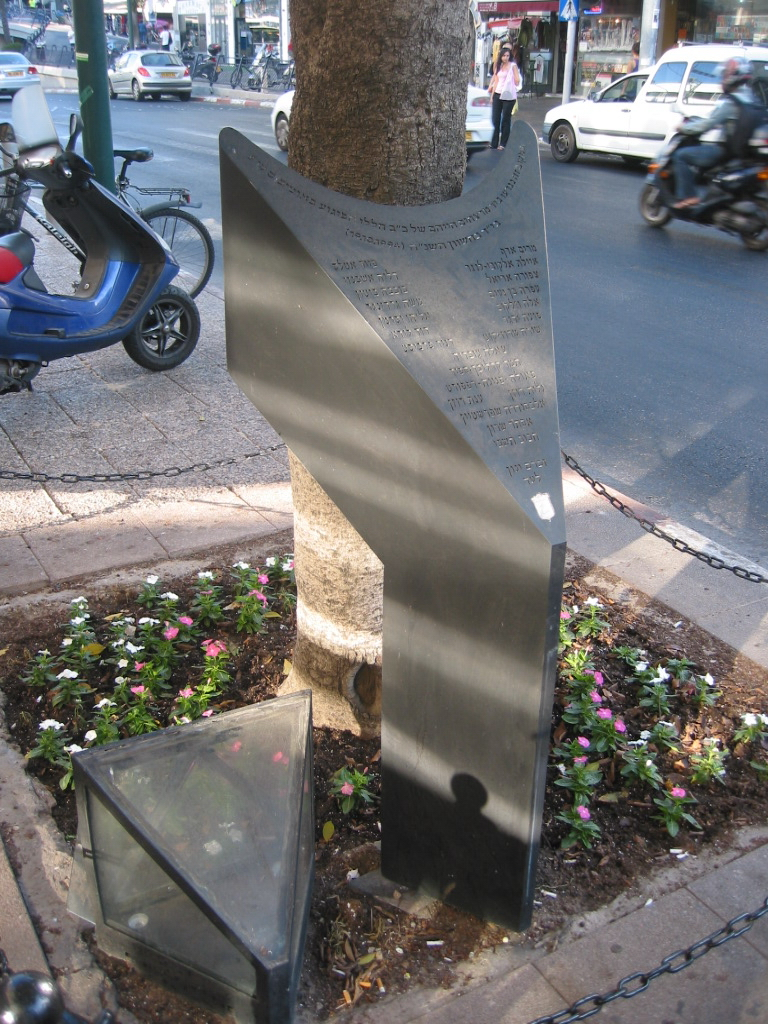
Memorial to victims of the attack

كان الهجوم الأقوى في تاريخ إسرائيل حتى ذلك الحين، إلا أن التفجيرات اللاحقة للقسام كانت أكثر تدميراً، ومن بينها تفجيرات طريق الحافلات يافا، ومجزرة عيد الفصح، وتفجير حافلة شموئيل هنفي.
قطع إسحاق رابين، رئيس وزراء إسرائيل آنذاك، زيارته للمملكة المتحدة على الفور. وظهر اسم عياش وصور الحافلة المهدمة في الصحف حول العالم.
حددت السلطات الإسرائيلية هوية صالح الصوي باستخدام الحمض النووي، وقام الشاباك بتدمير منزل الصوي بعد أن أمهلوا أسرته ساعة واحدة لنقل ممتلكاتهم.